# Introducing... The Beatles
Introducing... The Beatles je prvi studijski album skupine The Beatles, ki je bil izdan v ZDA. Album je bil izdan 10. januarja 1964 pri založbi Vee-Jay, deset dni pred izidom albuma Meet The Beatles!, ki je bil izdan pri založbi Capitol.

## Seznam skladb
Vse pesmi je napisal in uglasbil dvojec Lennon–McCartney, razen kjer je posebej napisano.
| Stran 1 | Stran 1                               | Stran 1 |
| Št.     | Naslov                                | Dolžina |
| ------- | ------------------------------------- | ------- |
| 1.      | „I Saw Her Standing There‟            | 2:50    |
| 2.      | „Misery‟                              | 1:48    |
| 3.      | „Anna (Go to Him)‟ (Arthur Alexander) | 3:00    |
| 4.      | „Chains‟ (Gerry Goffin, Carole King)  | 2:25    |
| 5.      | „Boys‟ (Luther Dixon, Wes Farrell)    | 2:28    |
| 6.      | „Love Me Do‟                          | 2:19    |

| Stran 2 | Stran 2                                                       | Stran 2 |
| Št.     | Naslov                                                        | Dolžina |
| ------- | ------------------------------------------------------------- | ------- |
| 1.      | „P.S. I Love You‟                                             | 2:04    |
| 2.      | „Baby It's You‟ (Burt Bacharach, Mack David, Barney Williams) | 2:41    |
| 3.      | „Do You Want to Know a Secret‟                                | 1:59    |
| 4.      | „A Taste of Honey‟ (Ric Marlow, Bobby Scott)                  | 2:05    |
| 5.      | „There's a Place‟                                             | 1:53    |
| 6.      | „Twist and Shout‟ (Phil Medley, Bert Russell)                 | 2:33    |

## Zasedba
The Beatles
- John Lennon – vokal, kitara, orglice
- Paul McCartney – vokal, bas kitara
- George Harrison – vokal, solo kitara
- Ringo Starr – bobni, vokal

1. ↑  Ruhlmann, William. »The Beatles: Introducing... The Beatles«. allmusic.com. Pridobljeno 3. decembra 2015.